# سانرایز منور (نوادا)
سانرایز مانور، نوادا (به انگلیسی: Sunrise Manor, Nevada) یک سکونتگاه مسکونی در ایالات متحده آمریکا است که در نوادا واقع شده‌است.

## خصوصیات
سانرایز مانور ۸۶٫۴ کیلومترمربع مساحت و ۱۸۹٬۳۷۲ نفر جمعیت دارد و ۵۵۵ متر بالاتر از سطح دریا واقع شده‌است.